# Кімберлі По
Кімберлі По-Мессерлі (англ. Kimberly Po-Messerli) — американська тенісистка 1990-х років, спеціалістка з парної гри, чемпіонка Вімблдону в міксті. 
По виграла змагання в змішаному парному розряді на Вімблдонському турнірі 2000 року, граючи в парі із Доналдом Джонсоном. Вона також грала в фіналі парних змагань Відкритого чемпіонату США 2001 року разом із Наталі Тозья. 
Загалом По за свою кар'єру мала 6 парних перемог на турнірах WTA й була шостою в парному рейтингу WTA та 14-ю в одиночному.

## Фінали турнірів Великого шолома

### Пари: 1 фінал
| Результат | Рік  | Турнір  | Поверхня | Партнерка    | Супротивниці              | Рахунок       |
| --------- | ---- | ------- | -------- | ------------ | ------------------------- | ------------- |
| Поразка   | 2001 | US Open | Хард     | Наталі Тозья | Ліза Реймонд Ренне Стаббс | 6–2, 5–7, 7–5 |

### Мікст: 2 (1 титул)
| Результат | Рік  | Турнір    | Поверхня | Партнер        | Супротивники                 | Рахунок       |
| --------- | ---- | --------- | -------- | -------------- | ---------------------------- | ------------- |
| Поразка   | 1999 | US Open   | Хард     | Доналд Джонсон | Суґіяма Ай Магеш Бгупаті     | 6–4, 6–4      |
| Перемога  | 2000 | Wimbledon | Трава    | Доналд Джонсон | Кім Клейстерс Ллейтон Г'юїтт | 6–4, 7–6(7–3) |

## Зовнішні посилання
- Досьє на сайті WTA [Архівовано 24 липня 2018 у Wayback Machine.]

## Виноски
1. ↑  Player Profile // WTA website

| Тенісист | Це незавершена стаття про тенісиста чи тенісистку. Ви можете допомогти проєкту, виправивши або дописавши її. |